# Wilson County, Kansas
Wilson County är ett administrativt område i delstaten Kansas, USA. År 2010 hade countyt 9 409 invånare. Den administrativa huvudorten (county seat) är Fredonia.

## Geografi
Enligt United States Census Bureau har countyt en total area på 1 489 km². 1 486 km² av den arean är land och 3 km² är vatten.

### Angränsande countyn
- Woodson County - norr
- Allen County - nordost
- Neosho County - öst
- Montgomery County - söder
- Elk County - väst
- Greenwood County - nordväst

### Orter
- Altoona
- Benedict
- Buffalo
- Coyville
- Fredonia (huvudort)
- Neodesha
- New Albany